# مارينا من أغواس سانتاس
القديسة مارينا من أجواس سانتاس تُعرف أيضًا باسم مارينا من أورينسي أو مارينا الإسبانية (بالإنجليزية: Marina of Aguas Santas)‏، وعاشت في الفترة حوالي 120-135 م، وكانت شهيدة عذراء مسيحية من أجواس سانتاس في مقاطعة أورينسي الواقعة غرب إسبانيا. قصة حياتها، كما وصلت إلينا، تمثل مزيجًا من الحقائق التاريخية والأساطير التي نُسجت حولها.
.

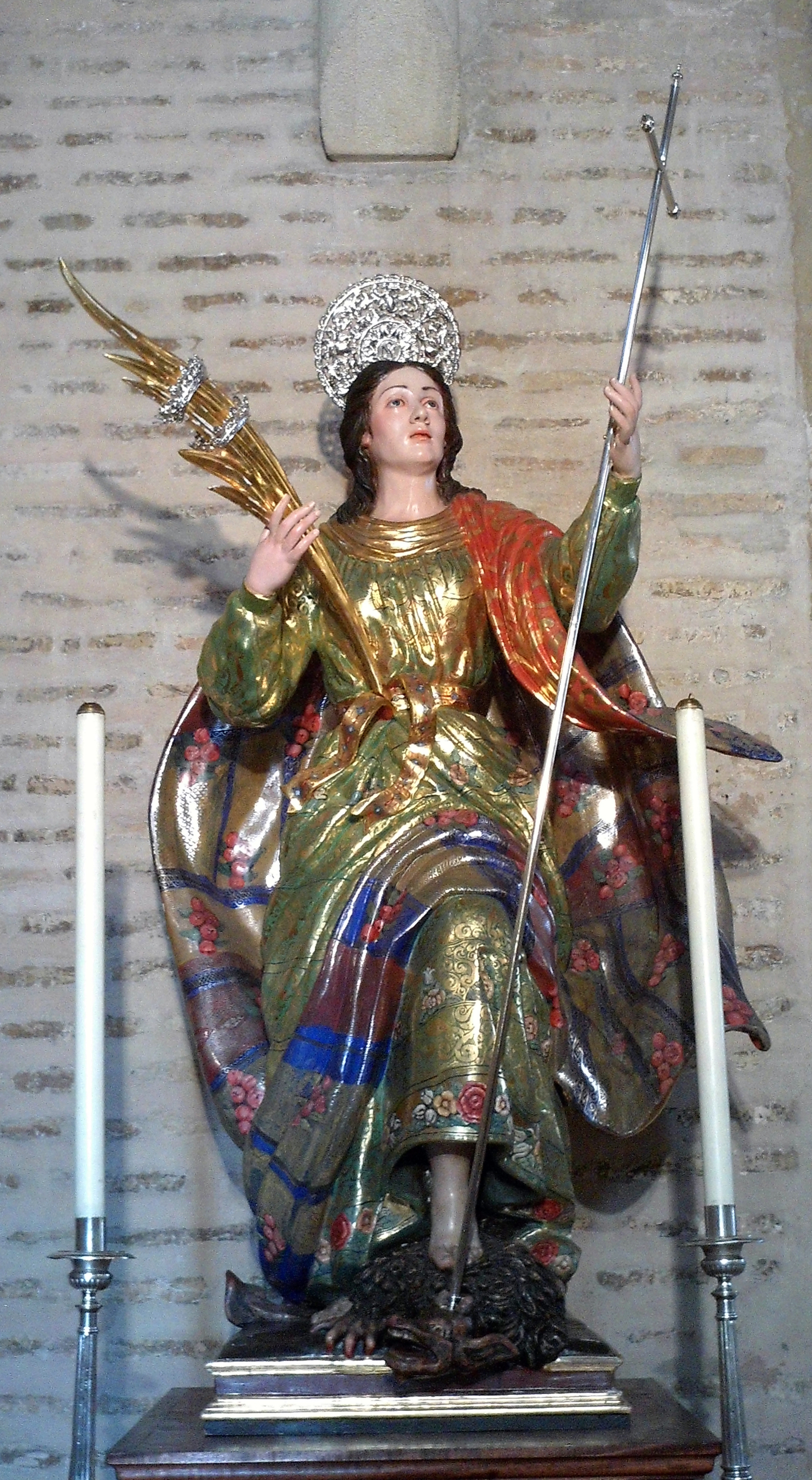
تمثال يمثل القديسة مارينا من أجواس سانتاس، بمدينة سيفيل حيث تظهر و هي تدوس الشيطان و تحمل حربة تطعن بها الشيطان على و في نهايتها صليب في يدها اليمنى أشاره للنصرة على الشيطان و وصولها للمجد الأسمى و غصن الزيتون أشاره لحصولها على الحياة الأبدية

يُشار في التقليد المسيحي الكاثوليكي البرتغالي و الإسباني أن القديسة مارينا الإسبانية ولدت في مدينة خينثو دي ليميا بمقاطعة أورنيسي الإسبانية الحالية التي كانت تابعة لولاية هسبانيا الرومانية في ذلك الوقت، كانت منطقة لا ليميا اسبانية تمت رومنتها حيث يوجد فيها سوق و طريق من خلالها يمر الطريق الجديد، الذي يربط بلدتي براكارا Bracara (مدينة براغا Braga البرتغالية الحالية ) و أستوريكا Asturica (مدينة استورغا Astorga الإسبانية الحالية ). 
والدها كان يدعى ثيوديوس Theudius أو ثيودولوس Teódulus، كان شخصًا ذو منصب هامًا في المقاطعة ؛ و أمها التي لا يعرف اسمها ، توفيت أثناء الولادة. اتبع والدها توصيات الأطباء ، و والدها بحث عن شخص ما لتكون مربية لابنته. و قد وقع اختار الأب على امرأة مسيحية مؤمنة تدعى "آيا" التي تعمل مزارعة من مدينة بينيتوس Pinnitus و حضرت المربية آيا اجتماع الذي يقوده القس تيوتيموس Teotimus. و ظلت الأم آيا تعلم مارينا الأيمان اختارت ان تعيش الحياة المسيحية وتعمدت و اعتنقت الإيمان المسيحي ، و الذي سبب تفريقها عن والدها ثيوديو الذي اختار منصبه المرموق و تخلى عن ابنته .
كانت مارينا تعيش حياة عادية في منزل ريفي، مكرسة حياتها للزراعة والرعي و الصلاة و حضور الاجتماعات الدينية يوم الاحد . في يوم من الأيام عندما بلغت من العمر خمسة عشر عاماً، بينما كانت تحرس الماشية، في مكان بالقرب من الطريق، رائها القائد البريتوري الروماني الشاب أوليبريوس Olibrius بالصدفة وأنجذب إلى مظهرها الجميل. حيث أراد أن يجعلها زوجته أو محظيته أو عبدته ، اعتمادًا على وضعها الاجتماعي. مارينا رفضت مراراً حديثه و لما علم أنها مسيحية . أمر بأن تم حبسها و تعرضها لعذابات المختلفة . 
و في هذا الوقت جاءت أوامر من تراجان حاكم الإمبراطورية الرومانية نفسه بأن يقتل أي شخص يرفض السجود لآلهة الرومان ومثلت مارينا أمام المندوب الإمبراطوري بهيسبانيا الذي تراس المحكمة التي أصدرت حكمًا عليها بالإعدام أن لم ترتد عن المسيحية و تقدم الولاء لآلهة الرومان وتطلب منهم العفو والسماح في الحال لكن مارينا رفضت بشجاعة التخلي عن إيمانها مقابل أي أغراء مادي أو تهديد وحُكم عليها بالإعدام بقطع الرأس، و شاهد كل موطني البلدة حكم الإعدام. فلقد تم أخذها إلى حقل مفتوح على المسافة المطلوبة من المدينة عندما و تم قطع رأسها بحد السيف، يُقال إن ينبوع ماءٍ جاري تفجّر من الموضع الذي سقط فيه رأسها المبارك، وبعد ذلك أخذ المؤمنون جسدها الطاهر، فكفنوه ودفنوه بإكرامٍ جزيل. 

## رواية أخرى
تذكر رواية أخرى أن مارينا الإسبانية هي فتاة من بين تسعة أخوات، بما في الـ شهيدة "كيتريا Quiteria" و ليبراتا Librata، والتي يقال أنهن ولدن في براغا، البرتغال)
حيث أنهن ابناء لوكيوس كاتيليوس سيفيروس الحاكم الروماني لمقاطعات لغاليكيا لوزيتانيا، حيث أن زوجته كالسيا ولدت عدة فتيات فلقد ظنت كاليسا أن زوجها سيفسّر هذا تعدد في المواليد كعلامة على قيامها بخيانته فأمر خادمتها سيلا بإن تأخذ الفتيات و ترمي بهن في نهر مينور. في المقابل، رفضت سيلا فعل هذا و هي من المسيحيين السريين ، فأخذت بنات كالسيا التسعة و أخذتهن و وضعتهن في رعاية عدة عائلات . فأخذت مارينا و أخواتها في البداية تم تعميدهم من قبل أسقف براغا القديس أوفيديوس Ovidius و تم تربيتهم في الإيمان المسيحي.
عندما وصلت أعمارهم العشرين عامًا ، و اتهموا بأنّهم مسيحيون و أُحضروا أمام و الدهم حاكم هيسبانيا . واعترف لوكيوس بإنهن أبنائه ، و طلب منهن أن يرتدن عن إيمانهم المسيحي ، و وعدهن بوعود زائفة بأنه سوف يغدق عليهن بالأموال و مناصب و يزوجهن بكبار الأمراء في الدولة . الاخوات رفضن وتم حبسهن تمكّنوا من الهرب لكن في النهاية تم الإمساك بهن و قتلن في النهاية بسبب إيمانهم و خرج من المكان الذي تم قطع رؤوسهم فيه مصدر ماء ، و يدعى المكان " أجواس سانتا" (أي " المياه المقدسة " ).
بعض الإصدارات من القصة تجمع بين القصصتين

## الإستجابة

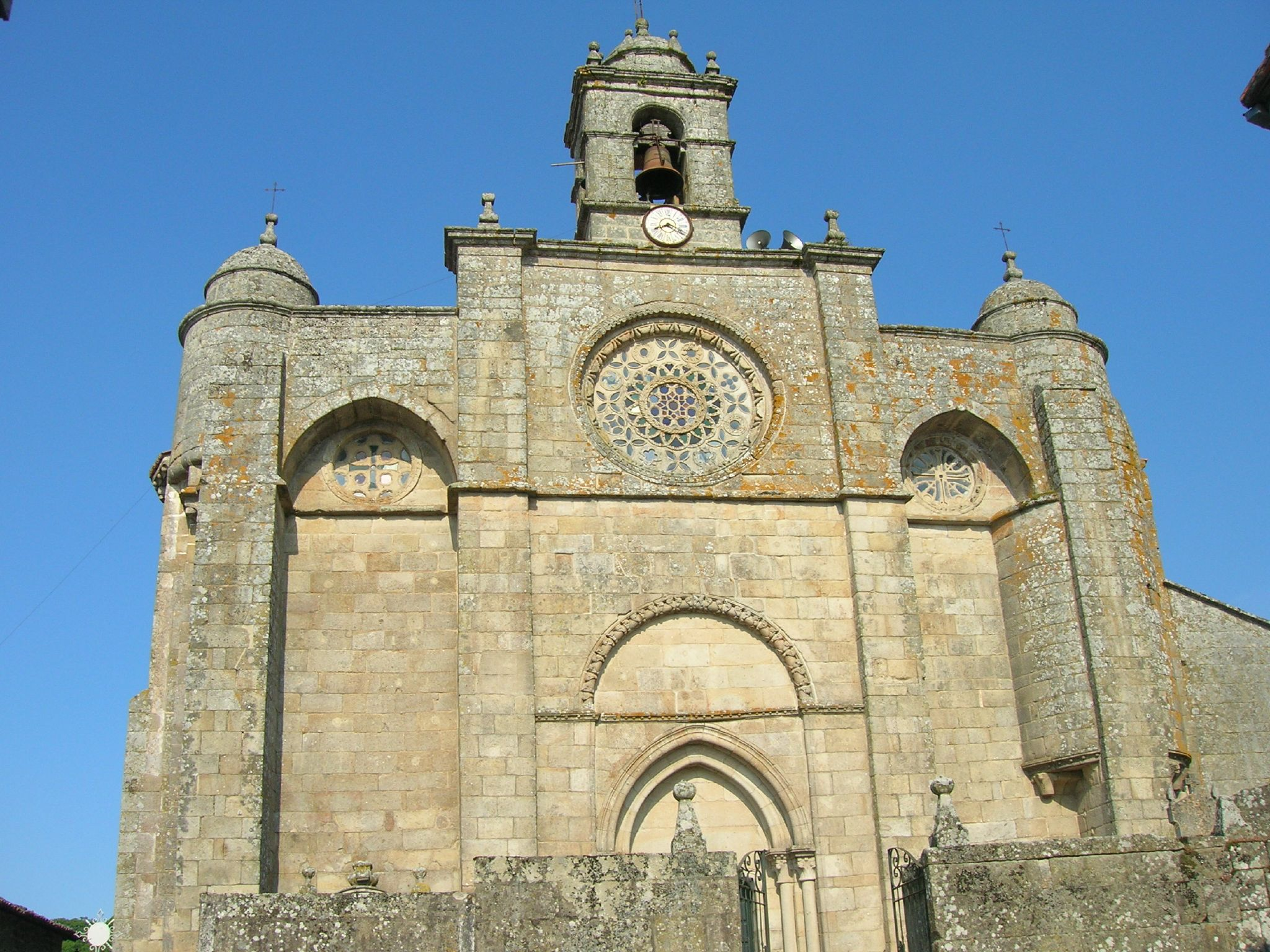
كنيسة القديسة مارينا من أغوس سانتاس ، ألاريز

بعد أن إصدار مرسوم ميلانو (313 م) و انقضاء فترة الاضطهاد الشرسة أمر الملك قسطنطين بإعادة فتح الكنائس التي أغلقت و إخراج المسجونين المسيحيين من السجون و أعاد الاباء المنفيين إلي كراسيهم و كان الموقع الذي دفنت فيه القديسة بالقرب من ريبيرا ساكرا ، من المحتمل أن هناك مجموعة من القرويين أو الرهبان سكنوا ذلك المكان للحفاظ على ذكرى القديسة و لرعاية كل من يأتي من الزوار إلى قبر الشهيدة لكي يتباركوا بها . و طوال حوالي عام 800 بعد ذلك التاريخ ، بدأت طائفة تحي ذكرى استشهاد القديسة مارينا التي أدت في نهاية المطاف إلى بناء كنيسة على التقليد الروماني الكاثوليكي في أواخر القرن الثاني عشر بهدف تبجيل القديسة مارينا من أجواس سانتا في نفس المدينة التي استشهدت فيها . 
يذكر أن الراهب والمؤرخ الإسباني خوان مونوز من مدينة لا كيوفا الذي كرس حياته لكي يجعل الكرسي البابوي ليعترف بالقديسة مارينا من أجواس سانتا كقديسة للكنيسة الكاثوليكية و ذلك بعد الرجوع لمخطوط كتبه الراهب إيجيديو من زامورا ( يعود للقرن الثالث عشر)، و الذي يذكر أن قصة هذه القديسة قد نسخت من كتابة من قبل الكاهن القديس تيوتيمسوس، والذي يقتبس منه أيضًا كتابة المختصر خاصته بالينسيا. 
يُذكر أن القديسة مارينا نالت إكليل الشهادة في مكان قريب من مدينة أورينسي في منطقة أوجاس سانتاس، حيث تُحفظ رفاتها في كنيسة مخصصة لها. وبعد الاعتراف الرسمي بقدسيتها من قِبل الكنيسة الكاثوليكية، تم بناء عدد كبير من الكنائس على اسمها في إسبانيا والبرتغال، وخاصة في أبرشيتي غاليسيا وأستورغا، وأيضًا في مناطق أبعد مثل كوردوبا وسيفيل. 
في القرن السادس عشر أضاف الكاردنيال سيزاري بارونيوس اسمها إلى قائمة الشهداء الرومان عام 1586 ، ومنذ ذلك الحين تم الاحتفال بعيد الاعتراف بكونها قديسة للكنيسة الكاثوليكية في 18 يوليو لكل عام. و يقال أن الموقع الذي استشهدت فيوجد نبع مياه له خصائص شفائية. 
مع ذلك، لا يوجد معلومات موثوقة عن الفترة التي عاشت فيها القديسة مارينا من أوغاس سانتاس أو فترة حياتها . أو يقال أن قصة حياتها كانت أحيانا أيضًا مختلطة مع سيرة القديسة مارغريت من أنطاكيا التي كانت تسمى أحياناً مارينا أيضًا. و لم تعد موجودة ضمن قائمة الشهداء الرومان الحالية. 

## الشفاعة
القديسة مارينا من أوغاس سانتاس هي القديسة الراعية و الشفيعة الأولى لبلدة أورينزي الإسبانية. تقع كنيسة القديسة مارينا من أجواس سانتاس في البلدة ذات الاسم نفسه، تقع على بعد حوالي 15 كم من مدينة أورينسي، بالقرب من (ألاريز).  يعتقد أن جثمانها يكمن هناك.
تُعد القديسة مارينا أيضًا الشفيعة للكنيسة البرتغالية للقديسة مارينا والقديس بيدرو من أفورادا في فيلا نوفا دي غايا.
يُحتفل في إسبانيا بتذكار القديسة مارينا من أغواس سانتاس في مدن مثل أراكالدو (فيزكايا)، إسكوريال دي لا سييرا، إل كولادو، فيلاركايو دي ميرينداد دي كاستيلا لا فيجا، فيلانديجو، كاستريليو دي لا أولما، ماغان، فونتيهوييلو، سيجالس، إيزاجري، رابيه دي لاس كالزاداس، الفيردي دي ميريدا (باداجوز)، وبولنا (لانس-أستورياس).
تُكرَّم هذه القديسة بشكل كبير في أبرشية غاليسيا، حيث توجد العديد من الأبرشيات التي تكرمها، مثل كاراكيدو في بلدية كالداس دي رييس. كما أنها القديسة الشفيعة لمدن مثل روبيا، تيو، خينثو دي ليميا، كامبادوس، لاس نيفس، وماروناس.

تُعد القديسة مارينا من أغواس سانتاس الشفيعة الراعية لقرية إندييِس في أبرشية أستورياس، وفي أراغون توجد كنيسة للقديسة مارينا في إستوبينان ديل كاستيلو. أما في مدينة سيفيل، فعلى شارع سان لويس تقع كنيسة القديسة مارينا، التي بُنيت في القرن الثالث عشر على الطراز القوطي-المودجاري.

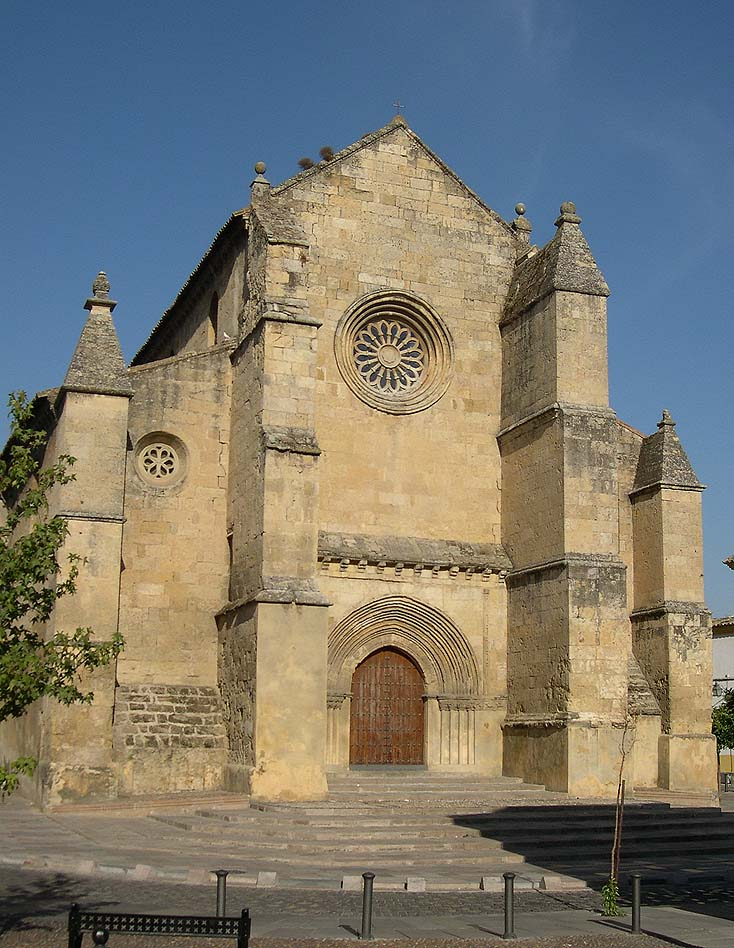
كنيسة القديسة مارينا، بمدينة قرطبة .
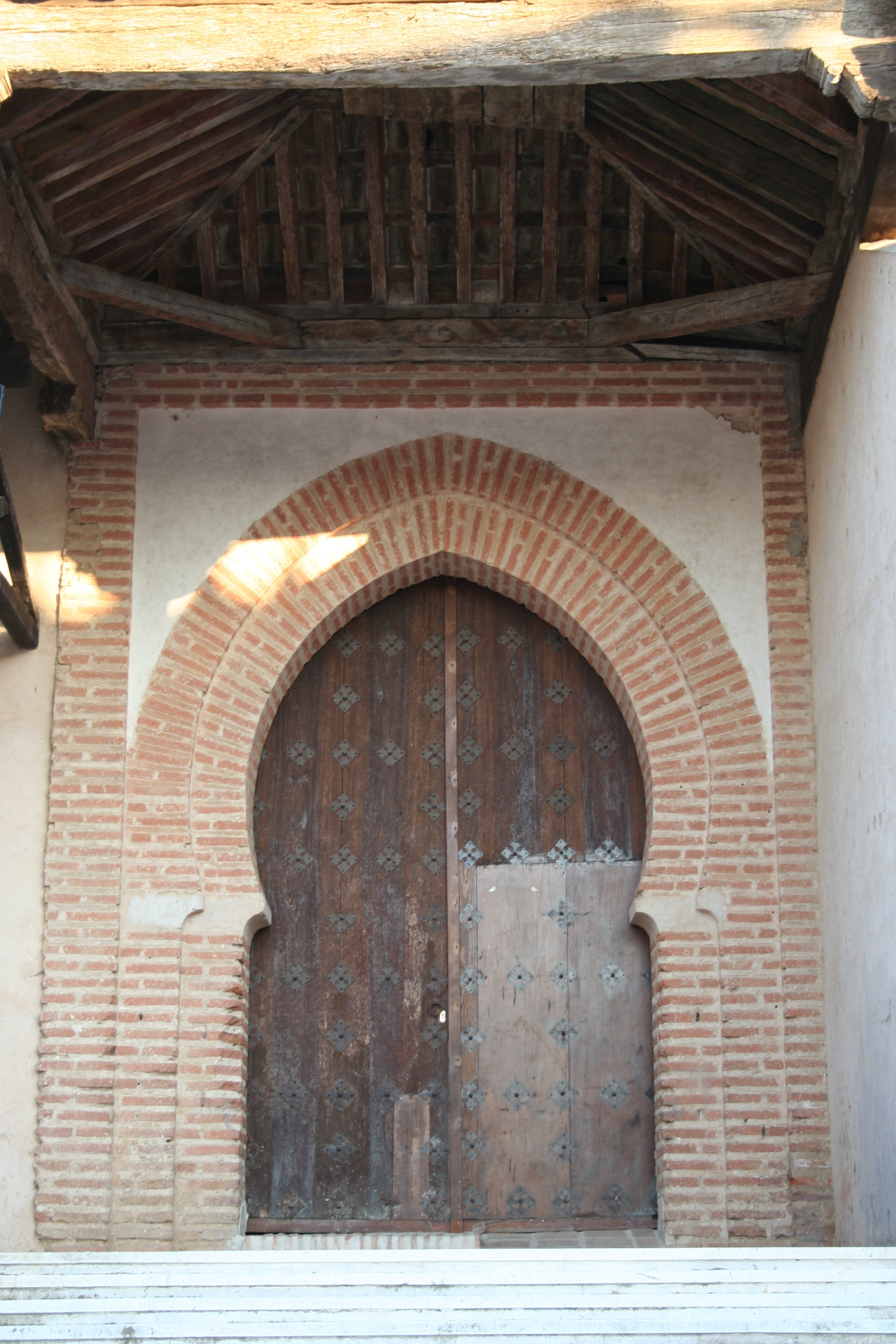
كنيسة القديسة مارينا (ميرغا ، إسبانيا ) . . .
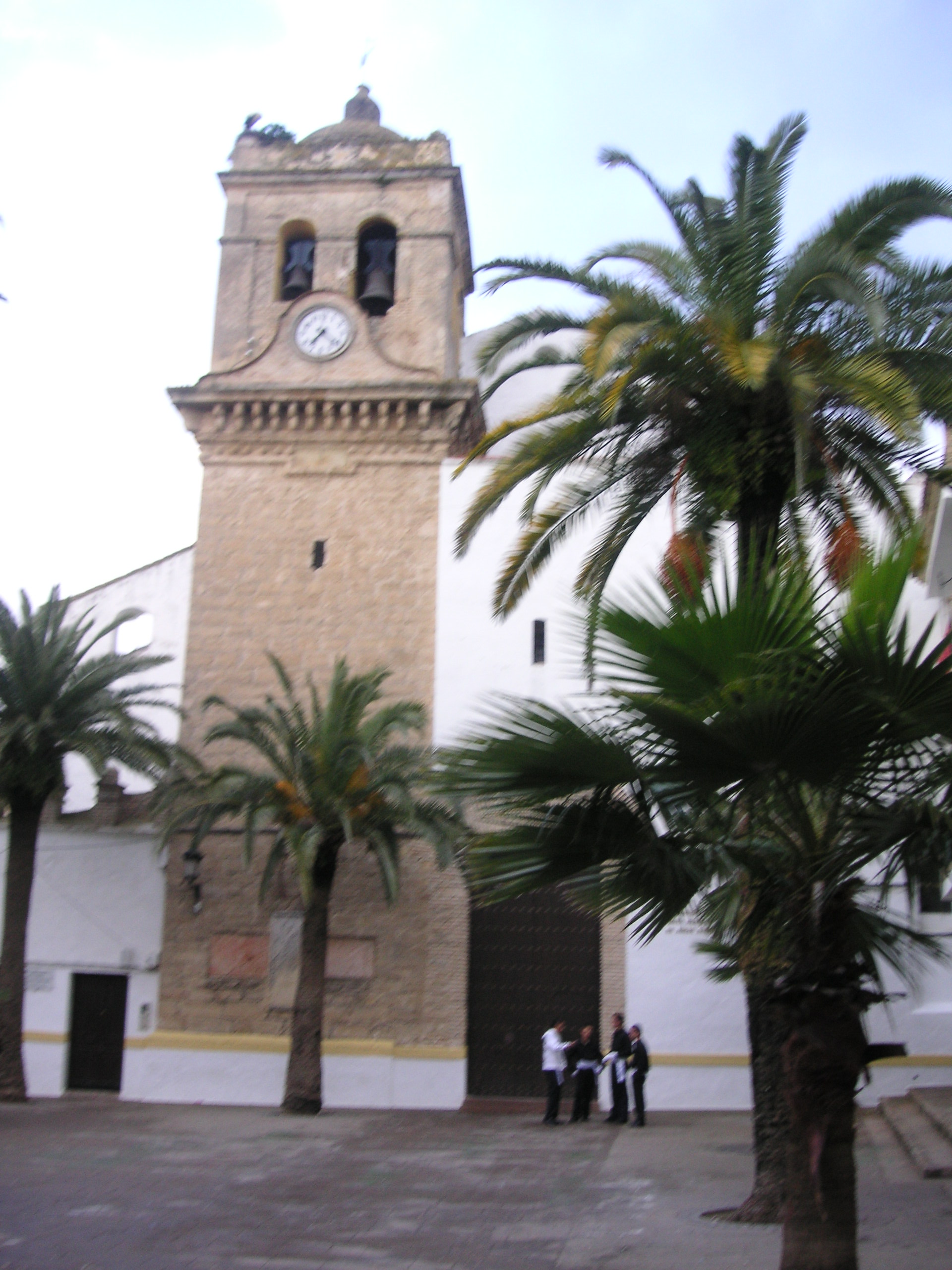
"كنيسة القديسة مارينا " فيفرنان نونيز بمدينة قرطبة